# Longue paume
La longue paume è uno sport di squadra con la palla, che si pratica con racchetta solitamente all'aperto su campo lungo 60-80 m e largo 12–14 m tra squadre di 2-6 atleti. Le palle sono ricoperte di stoffa. È un gioco di guadagno-campo.
Il gioco ha due specialità: «la partie terrée» (6 atleti) e «la partie enlevée» (2 - 4 atleti). Si può ribattere la palla al volo o al primo rimbalzo; se la palla cade in un posto dove l'avversario non possa ribatterla che al secondo rimbalzo si ottiene una caccia e dopo due cacce le squadre invertono la loro posizione in campo. Il punteggio, che si calcola in giochi, è segnato di 15 in 15 punti come al tennis e le partite sono di 5 o 7 giochi. 
Quest'attività atletica fece parte dei giochi olimpici nel 1900. Attualmente i praticanti di questo sport sono pochi.

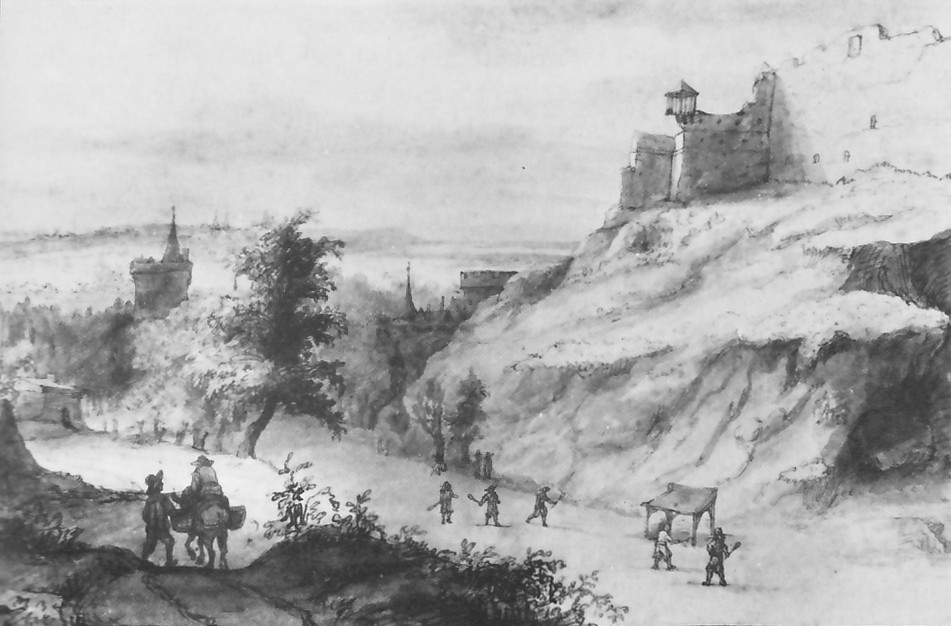
Longue Paume (XVII secolo)

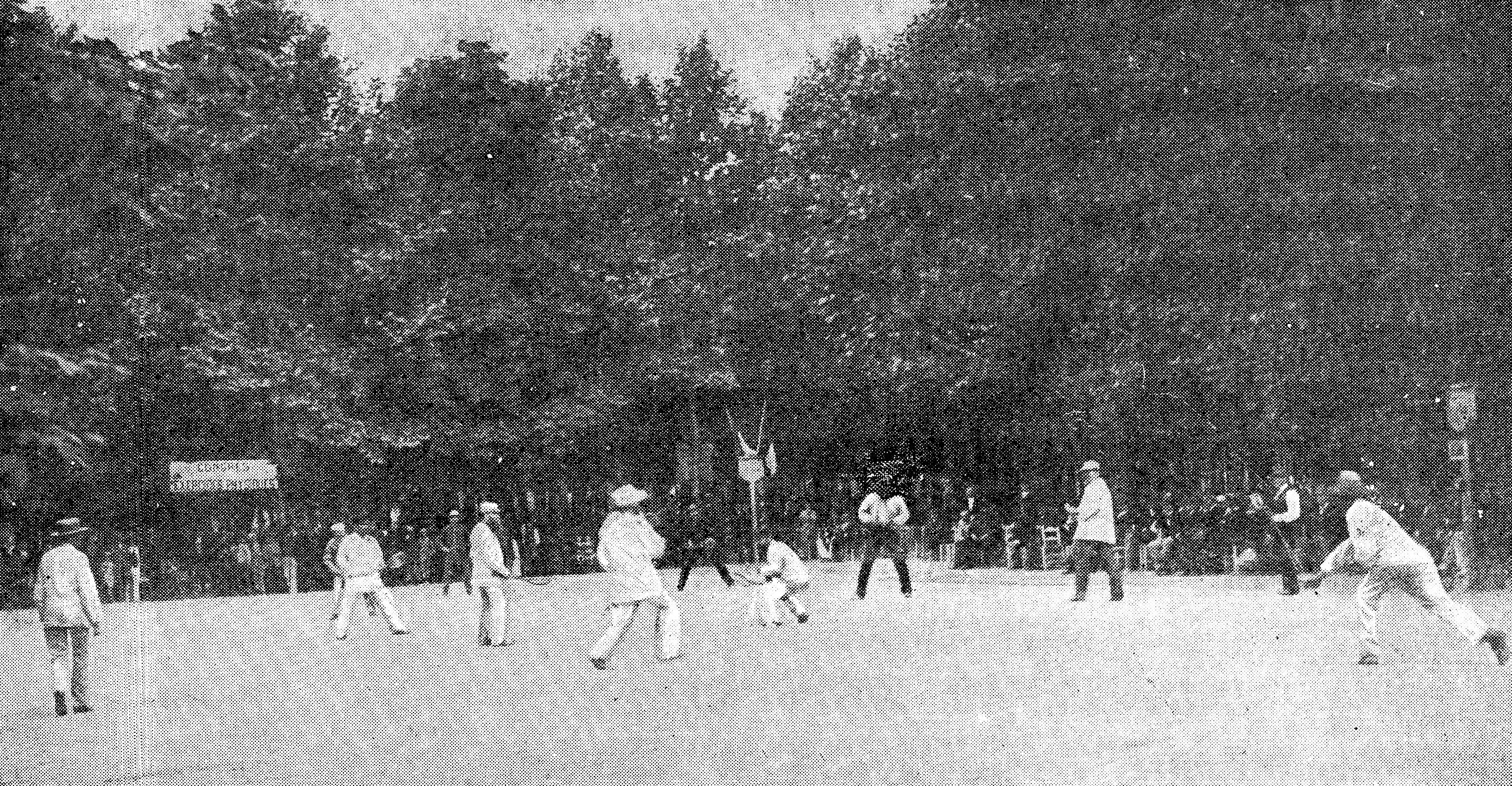
Concorso di longue paume al Jardin du Luxembourg (Paris), il 18 giugno 1889

## Voci correlate

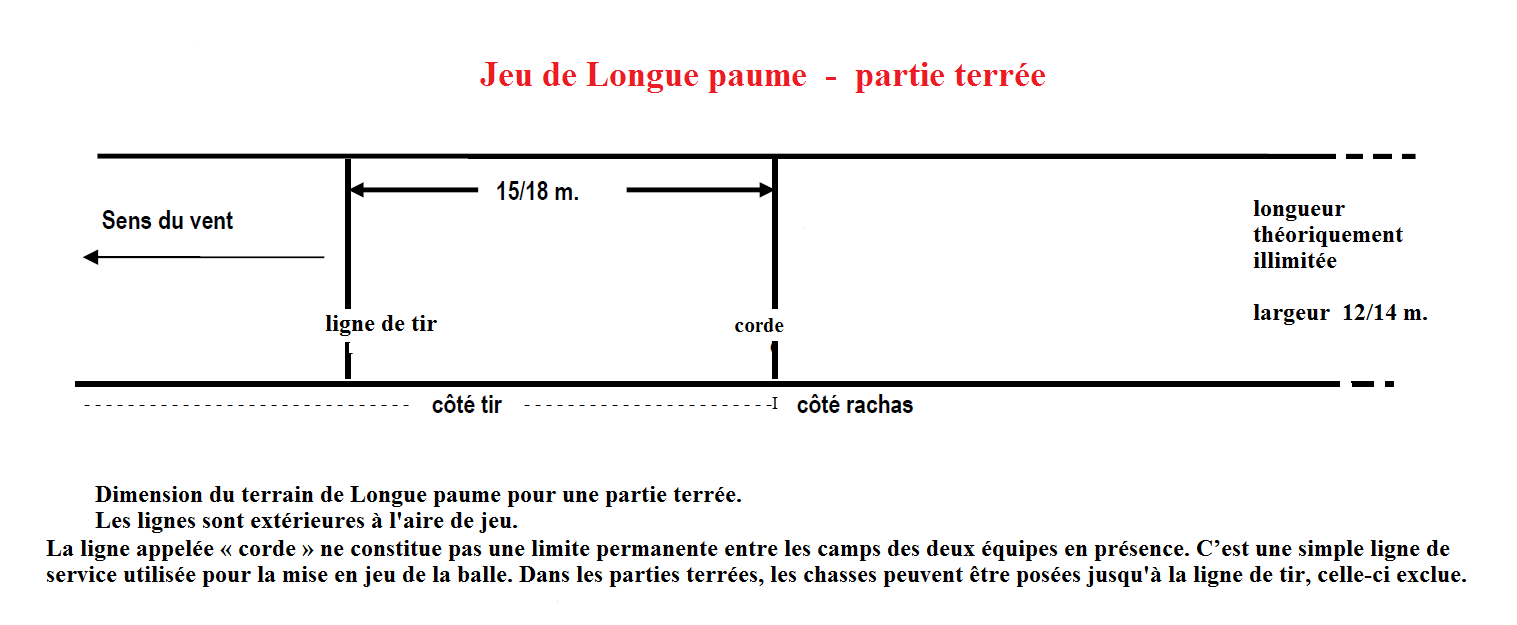
Sferodromo

## Altri giochi di guadagno-campo
- Pallone a pugno
- Balle à la main
- Balle pelote
- Balle au tamis
- Llargues